# Claude Speed
Claude Speed es un personaje de ficción y el protagonista de Grand Theft Auto 2 y Grand Theft Auto III, videojuegos de la serie Grand Theft Auto de Rockstar Games. También tiene cameos en los videojuegos Grand Theft Auto: San Andreas y Grand Theft Auto Online. Claude es un protagonista silencioso, y por lo tanto no tiene un actor de voz, sin embargo, en GTA 2 se logra notar cómo hace algún gesto de labios con el jefe de los Zaibatsu; en GTA III al golpearse o morir hace un leve gemido con su voz. Es reconocido como ladrón de bancos en la ciudad ficticia de Liberty City del juego GTA III.
El juego nunca reveló el nombre de Claude; fue revelado más tarde en archivos de datos, aunque su nombre también se revela en GTA San Andreas y GTA Online, puesto que en GTA 2 y GTA III se le conoce con un sinfín de apodos que le ponen cada uno de los jefes de las bandas de Anywhere y Liberty City. Rockstar nunca tuvo una inspiración específica cuando desarrolló a Claude. Los diseñadores prefirieron basar el personaje en un asesino fuerte y silencioso. 
Es interpretado por Scott Maslen en la película de la intro de Grand Theft Auto 2.

## Descripción del personaje
Claude es conocido por ser el primer protagonista en iniciar el universo GTA completo en 3D (Grand Theft Auto III), debido a que él fue el primero en aparecer. Es conocido generalmente por ser "mudo" o al menos aparenta serlo. Sólo al sufrir físicamente se le pueden escuchar algunos gemidos suaves de dolor. Es el personaje más alto o uno de los más altos de toda la saga de videojuegos Grand Theft Auto.
A Claude, se le nota que es "mudo", pero, tiene algunos rasgos que definen su personalidad, por ejemplo cuándo un auto está a punto de atropellarlo o le toca bocina, Claude responde con el dedo medio aunque él no es el único debido a que existen otros protagonistas de la serie que hacen algo similar; o a veces cuando se detiene un buen rato, saca su cigarrillo y lo enciende, y en las ocasiones con las que trabaja para sus jefes de los Yakuza, Claude los saluda inclinándose en forma de respeto como todo oriental. Considerado como un sujeto duro y violento ya que no le importa a quien elimina mientras le paguen bien y pueda llegar a concretar su venganza. No demuestra remordimientos cuando asesina a alguien y asesina a cualquiera que lo traicione. Junto a Tommy Vercetti de Grand Theft Auto: Vice City, es considerado como el sujeto más duro de toda la serie ya que ambos tienen personalidades parecidas.

## Creación del personaje
Rockstar ha confesado que no había ninguna inspiración para Claude, pero que les gustaba la idea de un "asesino fuerte y silencioso, que se ponga con todos estos mafiosos neuróticos y verbosos de una manera divertida". Dijeron que parece "más fuerte y en control", mientras que otras personas parecen "más débiles y frenéticas".
El nombre de Claude nunca se revela en el juego. Aunque su nombre se puede encontrar en los archivos de texto y datos de GTA III, no se menciona oficialmente hasta Grand Theft Auto: San Andreas. Hay mucha especulación sobre si Claude de Grand Theft Auto III es o no el protagonista principal de Grand Theft Auto 2, llamado "Claude Speed". Esto se debe a los mismos nombres, la forma de vestir y las apariencias físicas. Cuando se les pidió que confirmaran tal debate, Rockstar Games simplemente afirmó que su apellido "puede o no ser Speed" y que parece "muy probable" que sean del mismo personaje.
Sin embargo, un año antes, Rockstar declaró que Claude de GTA 3 y Claude Speed de GTA 2 son la misma persona pero de universos distintos.

## Historia

### Universo 3D

#### Grand Theft Auto: San Andreas- 1992
Cuando llegó a ser mayor de edad compró un Taller en Doherty, y en 1992 ya era corredor de carreras ilegales en Red County. Ahí conoció a Catalina quien finge amarlo solo para darle celos a Carl 
"CJ" Johnson. Aparece en la misión Wu Zi Mu, pero solamente detrás de CJ, vuelve a aparecer en la misión Farewell, My Love, en la cual confirma que es novio de Catalina, en una carrera que CJ gana, le paga con una escritura de su garaje en Doherty, San Fierro para poder quedarse con un ZR-350 que habían apostado pero que necesitarían para viajar a Liberty City. Luego es mencionado en la misión Wear Flowers in Your Hair por Carl Johnson.
Algunos pensaron que en GTA III fue el disparo de Catalina lo que dejó mudo a Claude pero en la misión Wear Flowers in Your Hair, Carl se refiere a Claude como "ese estúpido mudo" o "esa serpiente sin lengua", lo que da a conocer sobre que Claude siempre fue mudo.

#### Grand Theft Auto III- 2001
Nueve años después de haber estado y partido de San Fierro, San Andreas a Liberty City, en la introducción del GTA III, en la cual Catalina, un colombiano, Miguel y Claude roban el Liberty City Bank, durante el atraco, o más bien durante la huida del mismo, Claude es traicionado por Catalina, la cual le dispara, dándole por muerto. Pero no fue así, pues Claude sobrevivió, algo que no le evitó el ser apresado, juzgado y condenado por el atraco al banco.
Durante el traslado a la prisión de Liberty City, junto con 8-Ball y el Anciano caballero oriental, nacido en 1921 el furgón es emboscado por el Cartel colombiano en el Puerto de Callahan, los colombianos apuntan a los policías y rescatan a su objetivo, y es ahí cuando Claude y 8-Ball aprovechan y golpean a los policías para también escapar, los colombianos colocan una bomba en el puente, la cual explota y lo deja bastante dañado.

#### Llegada a Portland
Ni 8-Ball ni Claude eran el objetivo a rescatar, sino el tercer preso, el caballero oriental. Claude y 8-Ball sobrevivieron a la explosión, y con la ayuda de 8-Ball lograron refugiarse en un garaje en Red Light District, Portland.
De nuevo gracias a 8-Ball, Claude conoce a Luigi Goterelli, dueño de un club de Striptease, y a otros miembros más de la Familia Leone, tales como el hijo del Don, Joey Leone, el Capo de la Familia Leone, Toni Cipriani, y al mismísimo Don, Salvatore Leone, a través del cual, conoce a María Latore, la mujer de Salvatore. Claude comenzó a trabajar para la Mafia, ayudándolos en su guerra contra las demás bandas y organizaciones rivales, entre ellas la Tríada de Liberty City, matando a los señores de guerra y destruyendo la fábrica de pescado en Atlantic Quays, llegando María a enamorarse de él, lo que causó que Salvatore le tendiera una trampa para matarlo la cual consistía en un vehículo con una bomba, pero María advirtió a Claude del peligro, lo que hizo que le salvara la vida.

#### Llegada a Stauton Island
Después del hecho, se reunieron en un muelle de Callahan Point, allí conoce a Asuka Kasen, líder de la Yakuza de Liberty City. A partir de aquí Claude pasará a hacer encargos para la Yakuza. Entre ellos destaca el asesinato de Salvatore Leone (lo que unido a las anteriores matanzas de familias rivales perpetradas por Claude por encargo de los Leone dejará a la mafia de Liberty City bastante debilitada), y conocerá al hermano de Asuka Kasen, Kenji Kasen, para quien también trabajará.
Así mismo, tras varios encargos en Staunton Island conoce a Ray Machowski, un policía corrupto que le presenta a Donald Love. Claude hace misiones o encargos para Ray y también para Donald Love quien le hace cumplir las misiones posiblemente más importantes del juego. En una de ellas, un amigo suyo, ha sido secuestrado por el Cartel Colombiano y lo han llevado a un almacén, en Aspatria y Donald le encarga rescatarlo. Era nada más y nada menos que el Anciano Caballero Oriental. Claude va al almacén en donde tienen encerrado al caballero, entra y mata a todos los miembros del cartel, y busca al anciano abriendo los garajes del almacén, hasta encontrarlo, luego lo lleva de vuelta al edificio Love Media Building, en Bedford Point, el Anciano Caballero Oriental se baja del vehículo y entra al edificio. Fue allí donde se  descubrió que durante el traslado a la prisión (en la introducción del juego), el objetivo de los colombianos era chantajear al poderoso amigo de Donald Love, el anciano. En la siguiente tendrá que matar al mismísimo Kenji Kasen para así culpar al Cartel Colombiano por su muerte y provocar una guerra de bandas.

#### Llegada a Shoreside Vale
Ya iniciada la guerra de bandas, Claude hará otro encargo para Donald que consiste en robar un paquete en el aeropuerto de Shoreside Vale. Más adelante durante el transcurso de la misión, Claude se reencuentra con Catalina, la cual escapa traicionando también a Miguel, como hizo con Claude. Asuka Kasen aparece y captura a Miguel, acusándolo de la muerte de su hermano, y le tortura para conseguir información. A partir de aquí Claude volverá a hacer encargos para Azuka y sigue continuando con los encargos de Donald y Ray.
En el último encargo de Ray, Claude tendrá que ayudarlo a escapar por seguridad de Liberty City hacia Vice City (en realidad, Ray sólo menciona que necesita escapar hacia Miami ciudad en la cual se basó a Vice City, quizás esto sólo fue un guiño por parte de Rockstar o simplemente se coló Miami al lugar y luego se le llamó Vice City) al ser aparentemente un hombre buscado por la CIA. En el lugar, Ray explica que la CIA ha mostrado interés en el SPANK y en el Cártel Colombiano. Por esta razón, es que Ray debe huir de la ciudad, dado que es un hombre señalado para la agencia. Debe ir pronto al aeropuerto para tomar su vuelo, sin embargo, el puente que une a Staunton Island con Shoreside Vale se encuentra bajo vigilancia armada por los agentes de la CIA, teniendo que tomar una vía alternativa. Entonces, Claude se las ingenia y pasan a través del túnel Porter rumbo al aeropuerto. Al llegar a Shoreside Vale, son recibidos con disparos por los agentes, los que se encuentran por las calles, pero Claude logra huir de ellos. Al llegar a la terminal, Ray le entrega las llaves de su garaje, indicando que en él se encuentran dinero y armas que le servirán. Luego de irse, Claude se dirige a Newport, lugar donde está el garaje, y en su interior encuentra un lanzallamas, una AK-47, una M16, un rifle de francotirador, un lanzacohetes y una Patriot a prueba de balas. Al mismo tiempo, recibe un mensaje en su buscapersonas; Ray, desde Vice City, le dice que cuide de su vehículo.
Sin embargo, tras unos de los encargos de Azuka, que en uno (el último) consistía en destruir un avión en el aeropuerto el cual tenía cargamento de Catalina dentro, luego, Claude debía robar el cargamento y llevarlo devuelta a Azuka, Claude vuelve al edificio en construcción y se encuentra con Asuka y Miguel muertos, y con una nota de Catalina diciéndole que lleve una suma de dinero a la mansión del Cartel Colombiano en Shoreside Vale por el rescate de María Latore, a quien había secuestrado.

#### El Final y la Victoria
Claude va a la mansión con el dinero en Cedar Groove, Shoreside Vale. Cuando llega a la entrada de la mansión se encuentra con dos colombianos, uno de ellos toma el maletín con el dinero y el otro lo revisa para ver si porta algún tipo de arma. Finalmente logra entrar a la mansión junto con el colombiano que lleva el maletín, allí se encuentra con Catalina y María quien está siendo forcejeada por un miembro del cártel, el colombiano le entrega el maletín con el dinero, Catalina abre el maletín, ve el dinero y tras esto, queda encantada y orgullosa y le dice a Claude que ha sido muy obediente pero que se le ha olvidado de que ella no es de los que fían y ahí, es traicionado otra vez por Catalina, quien ordena a un guardia que mate a Claude. En un hábil movimiento, éste se defiende y elimina a los sicarios de Catalina, pero ella logra escapar en helicóptero, con María y el dinero. Claude sigue a Catalina hasta llegar a la Presa Cochrane. Tras una batalla campal, Claude logra eliminar a la primera porción de los colombianos que vigilan la presa y es entonces que, Catalina, quien está observando a Claude desde el lugar dónde tienen a María, sube a su helicóptero para acabar con Claude desde allí lanzándole bombas, pero Claude hace su esfuerzo y logra esquivar las bombas y eliminar a los colombianos restantes y llegar hacia donde tienen a María, rescatándola, y también consigue derribar el helicóptero de Catalina con una bazuca, muriendo esta. En la huida del escenario de la batalla, se escucha la voz de la reportera de radio-noticias de Liberty City narrando lo sucedido en la presa, allí, muestra la voz de María quien queda fascinada y sorprendida de lo que hizo Claude por ella y declarara a Claude su amor por su salvador (menciona, entre otras cosas, que ella necesita un hombre valiente y fuerte, como él). También se puede escuchar la voz de un testigo que logró observar como el helicóptero explotó, afirmando que la explosión estuvo mucho mejor que los fuegos artificiales del 4 de julio. En el final segundos antes de que se presentaran los créditos se oye un disparo y la voz de María cesa en ese momento, lo cual hace que uno crea que Claude mató a María, pero Rockstar afirmó que el sonido del disparo se debió a un error de programación.

#### Después deGTA III
No hay mucha información acerca de la historia de Claude después de los hechos sucedidos y de su vida de ladrón en GTA III. Posteriormente, en la misión "Sayonara Salvatore" Asuka Kasen le hace saber a Claude que dentro de unas horas, Salvatore estará saliendo del club de Luigi Gotorelli en Portland y que con un rifle de francotirador le dispare y lo mate. Después de la misión y de la muerte de Salvatore, los  miembros de la Familia Leone han tenido un odio contra Claude y gracias a esto, hace que los Leone sean la banda más miserable y decayente de Liberty City. Quizás Toni Cipriani (Quien era la mano derecha de Salvatore, también el colíder de la Familia Leone y posiblemente su líder tras la muerte del Don) haya  ordenado a algunos miembros de la Familia Leone o que inclusive él mismo también se haya sumado a matar a Claude.
Sin embargo, unos años más tarde en 2008, en Grand Theft Auto IV después de la misión "The Holland Play...", Niko Bellic (protagonista de GTA IV) recibe dos llamadas de Playboy X y Dwayne Forge en donde en su primera llamada hecha por Playboy, le pide a Niko que mate a su antiguo mentor, Dwayne, y en la siguiente llamada hecha por Dwayne, le pide que haga lo propio con Playboy. Si el jugador (quien controla a Niko) se decide matar a Playboy, tendrá su apartamento como piso franco, y en el armario, encontrará el atuendo de Claude (puede usarlo si el jugador lo prefiere), lo cual hizo que muchos fanes de la saga creyeran que tal vez Playboy después de 2001 (año donde transcurre la historia en GTA III) haya matado a Claude. Pero estas dos teorías podrían ser inciertas puesto que la mayoría de la historia de GTA IV no coincide mucho con la de GTA III y además cabe destacar que GTA IV se desarrolla también en Liberty City al igual que GTA III; si el jugador recorre toda la totalidad de Liberty City se podrá observar que no hay rastros de los Leone por ningún lugar de la ciudad, así que se podría deducir de que Claude en alguna ocasión pudo haber sido emboscado por esta banda y que éste haya podido lograr acabar con ellos en el intento, causando totalmente su extinción.
Otros seguidores de Rockstar, han especulado que Claude quizás huyó de Liberty City por el riesgo a su vida, ya que se ganó muchas bandas enemigas que jamás dudarían en matarlo. Seguro regresó a San Andreas, probablemente a San Fierro, o incluso pudo haber huido a Carcer City, por su cercanía con Liberty City, además de ser la ciudad más oportunista de Estados Unidos (esto último en la ficción).

### Universo 2D

#### Grand Theft Auto 2- 1999/2013
Al inicio del vídeo de la intro del juego se muestra que Claude está caminando por una calle, en Anywhere City, después se ve que miembros de otras bandas van en contra de Claude atentando contra él, Claude pasa por distintos lugares y momentos, roba una camioneta de los Zaibatsu y en ella encuentra tabaco de esta banda, logrando así escapar, pero los Zaibatsu tienen localizado a Claude y en un momento se observa a un sujeto de barba larga que viste una capa, traje negro, y gafas negras, este sujeto tiene una gran cantidad de armas. Después Claude llega finalmente donde otra banda, tira una foto sobre la mesa y enterrándole un cuchillo, se observa que Claude le dice algo al jefe de la banda (esto demuestra que probablemente no es mudo, aunque en el vídeo de la intro no se oiga la voz de ningún personaje), el jefe le dice que se retire y Claude le entrega el tabaco que había en la camioneta, y su jefe está agradecido; Claude roba una camioneta de helados, y lleva a su jefe para atacar a los cuellos rojos que se encuentran en un concierto, al encontrarse las dos bandas, se forma un tiroteo. Tras esto, Claude se marcha e intenta hurtar un vehículo, pero el sujeto de las armas, saca una pistola con silenciador accionandola contra Claude pegándole tres tiros. De esta forma probablemente se cree que Claude Speed haya fallecido, aunque al terminar la intro, el juego trascurre normal, Claude (ya sea la decisión del jugador) está decidido a andar libremente por la ciudad o cumplir con las misiones que la banda le proponga, cuando se haya cumplido se logra conseguir respeto y dinero (como en todo juego de la saga Grand Theft Auto). En el juego Claude no habla en ningún momento, solo sus jefes y el guía de la ciudad. Cuando Claude trabaje para alguna banda conseguirá poder y respeto, pero esto hace disgustar a otra banda, la banda disgustada atentará contra Claude.
No obstante, En el décimo aniversario del videojuego, Rockstar Games confesó que Claude realmente no estaba muerto, pero que no sabían de su paradero.